# Urokse
Uroksen (Bos primigenius) er en uddød okseart, der er stamformen til tamkvæget. Ifølge Oslos naturhistoriske museum opstod uroksen i Indien i Ældste stenalder for omkring 2 millioner år siden. Fra Indien vandrede den for 250.000 år siden over Mellemøsten til Europa.
Uroksen var et vigtigt byttedyr for fortidens mennesker og er afbildet på farvestrålende hulemalerier i Lascaux-hulerne og Livernon i Frankrig. Det tidligste billede af mennesker i Danmark er en tegning ridset ind i en urokseknogle. Knoglen, der er fundet i en mose ved Jystrup nær Ringsted, er ca. 10.000 år gammel.
Den sidste urokse blev dræbt i Jaktorów-skoven i Polen i 1627.

## Udseende
Ud fra hulemalerierne ved vi, at tyrenes pels var sortbrun med en lysere stribe ned langs ryggen, og køerne var rødbrune. Ud fra bevarede skeletter ved vi, at uroksen var muskuløs, langbenet og stor – større end vores tamkvæg. Tyrene var mellem 165 og 185 cm høje, mens køerne var noget mindre – mellem 140 og 150 cm. Hornene var lange, tykke og fremadbuede.

## Danmark
I Danmark findes to komplette urokseskeletter, fundet i Odsherred.

### Uroksen fra Vig
Uroksen fra Vig blev fundet i 1904 i en have ved Uroksevej 1, Jyderup, 4560 Vig (55°49′53″N 11°32′45″Ø / 55.831272°N 11.545727°Ø). Det er nu udstillet på Nationalmuseet og pollendateret til at være fra omkring 7.500 f.Kr. I dens skelet sidder to pilespidser kilet fast.

### Prejlerup-uroksen
Prejlerup-uroksen blev fundet i 1983 få kilometer fra, hvor uroksen fra Vig dukkede op. Den er nu udstillet på Zoologisk Museum i København og C14-dateret til at være fra ca. 6.400 f.Kr. Dermed hører begge urokser arkæologisk til i Maglemosekulturen, men uroksen har været i Jylland helt op til jernalderen for 2500 år siden.

### Andre
Desuden er et næsten komplet skelet fra Veddelev udstillet på Roskilde Museum. Der er flere andre fund af dele af urokser. Et kranium kunne ses på Jagt- og Skovbrugsmuseet i Hørsholm, og yderligere et næsten komplet skelet fra Elmely opbevares på Zoologisk Museum.

## Lignende racer
Heckkvæget er tæt på at ligne uroksen. Det opstod i 1920'erne, da to tyske brødre, Heinz og Lutz Heck, startede arbejdet med at genskabe uroksen ud fra eksisterende tamkvæg. Karakteristisk for Heckkvæget er lange horn, men racen er også meget hårdfør og har en god vinterpels. Til gengæld er dyrene lidt for små i forhold til den oprindelige urokse. Deres højde ligger kun på 142 cm for tyre og 130 cm for køerne. Heckkvæget krydses derfor med andre racer for at komme endnu tættere på.
Lørdag d. 20. december 2003 blev der sat en flok "urokser" ud i den nyoprettede naturpark Lille Vildmose. Det er hensigten med kvæget i Lille Vildmose at udføre naturpleje i hele området og samtidig ved tilbageavl i europæisk regi at skabe en kvægrace, der ligger så tæt som muligt på den oprindelige urokse, både i udseende, fysiologi og adfærd.
I Lille Vildmose findes fem køer af racen heckkvæg, en enkelt ko af racen heckkvæg/Sayaguesa, en førertyr af racen Chianina/Heckkvæg og en ungtyr af racen Heckkvæg/Lidia. Heckkvæg kan også ses i "Uroksernes dal" i Sagnlandet Lejre.
Chianina har den rigtige størrelse, og der er også kønsforskelle i størrelsen som hos uroksen. Sayaguesa ligger tæt på uroksen i kropsform. Farvetegning og formen på hornene og Lidia-racen er god. Størrelses- og farveforskellen på de to køn er den samme hos uroksen.
Taurus-racen forsøges avlet hen mod urokser, og 30 af dem blev sat ud i Saksfjed Vildmark på Lolland i 2025.

## Kulturel indflydelse
I runealfabetet optræder uroksen, da den giver ophav til runen Ur, der har lydværdien u eller v og betydningen "oprindelig", "utæmmet", "vild okse" eller "urokse".